# Jaçanã
Jaçanã är en kommun i Brasilien.   Den ligger i delstaten Rio Grande do Norte, i den östra delen av landet, 1 600 km nordost om huvudstaden Brasília. Antalet invånare är 7 925.
Omgivningarna runt Jaçanã är huvudsakligen savann. Runt Jaçanã är det ganska tätbefolkat, med 100 invånare per kvadratkilometer.